# Obrona Alkazaru
Obrona Alkazaru – starcie zbrojne, które miało miejsce w dniach 18 lipca – 28 września 1936 roku w Toledo w czasie hiszpańskiej wojny domowej pomiędzy oddziałami frankistowskimi a republikańskimi. 

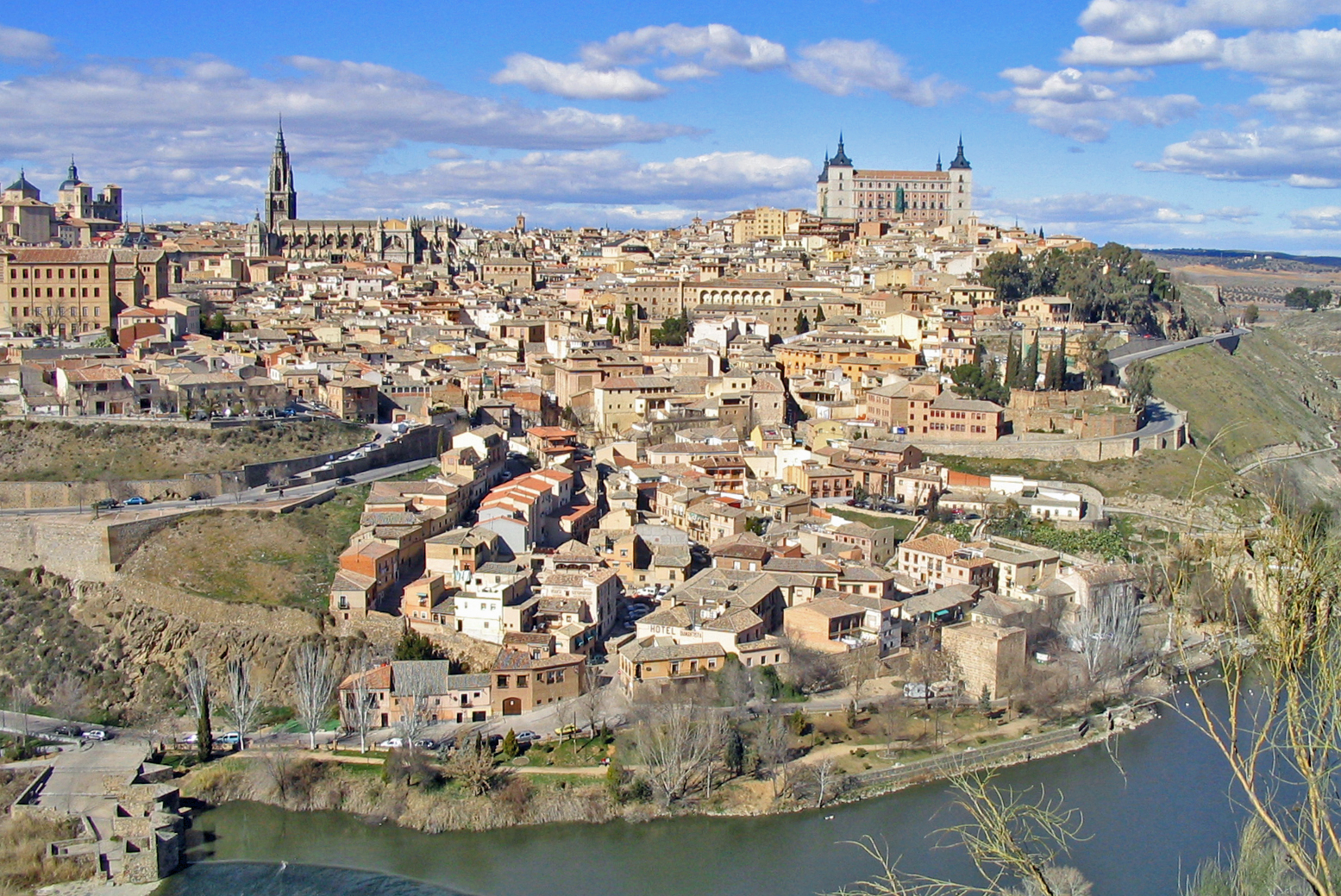
Widok ogólny Toledo; Alkazar widoczny po prawej stronie na wzniesieniu

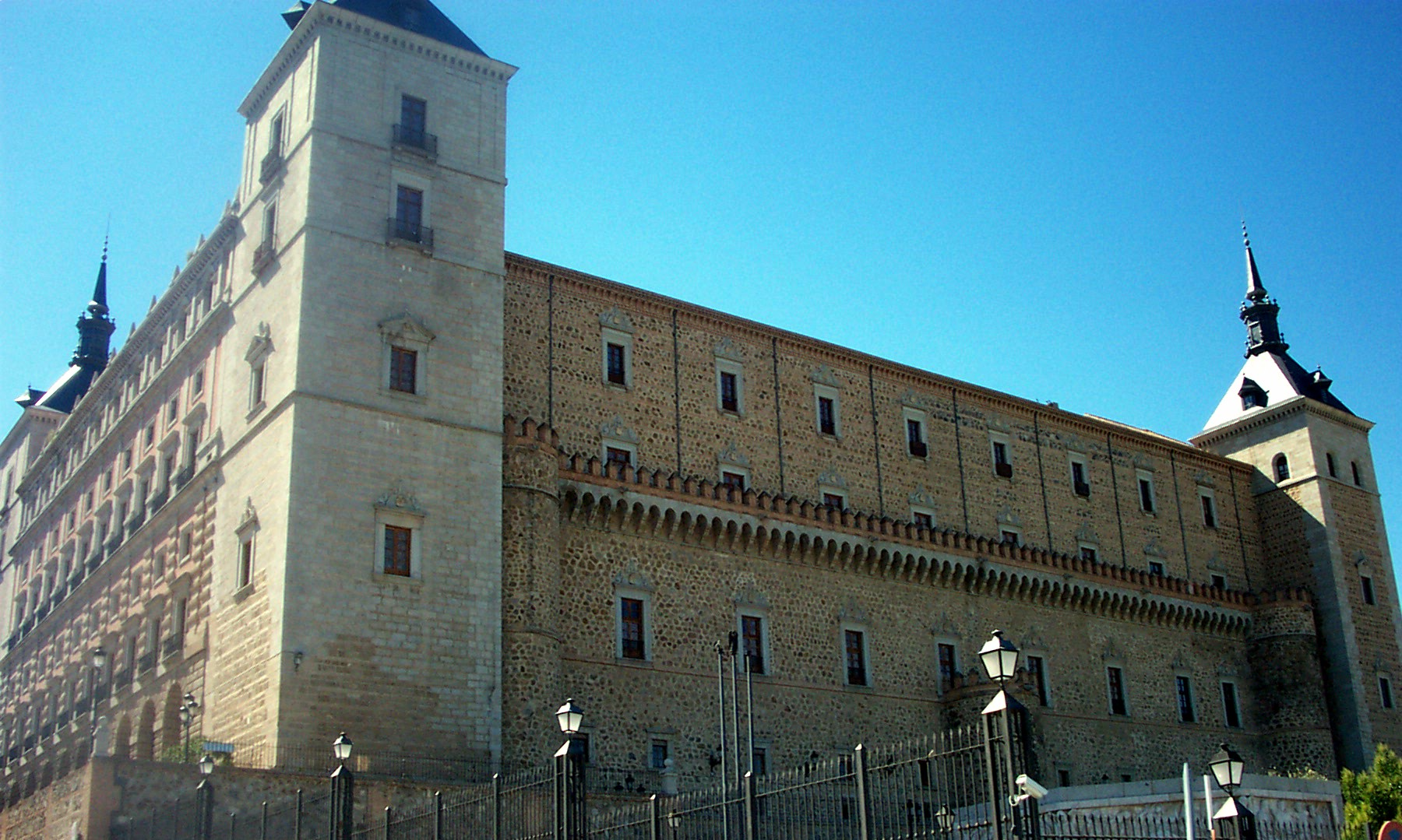
Alkazar w zbliżeniu

## Sytuacja przed bitwą
Przewrót wojskowy w Hiszpanii w lipcu 1936 roku, skierowany przeciwko władzom republikańskim zakończył się tylko częściowym powodzeniem. Kilka dni po jego wybuchu można już było wyznaczyć linię oddzielającą obszary, gdzie nacjonaliści zwyciężyli, od tych, gdzie władze republiki stłumiły bunt. Frankistom (karliści, falangiści, monarchiści) udało się opanować północno-zachodnią część kraju, bez uprzemysłowionych prowincji baskijskich (Vizcaya i Guipuzcoa) i Asturii. Na południu frankiści kontrolowali Maroko, Wyspy Kanaryjskie, Baleary (z wyjątkiem Minorki). Gwinea, Fernando Po, Ifni i Villa Cisneros – terytoria w zachodniej Afryce z dostępem do Atlantyku – zostały opanowane przez frankistów. Wojskowi zdołali utrzymać swoje pozycje w enklawach otoczonych terytorium republikańskim. Na północy kraju było to Oviedo, na południu, w Andaluzji: Sewilla, Kordowa, Grenada oraz sąsiadujące przez Cieśninę Gibraltarską z północnym Marokiem terytorium między Kadyksem a Algeciras. 
W Toledo przewrót wojskowy nie udał się. Wykorzystując przewagę liczebną, siły republikańskie zepchnęły rebeliantów dowodzonych przez pułkownika Jose Ituarte Moscardo na mały obszar obejmujący Alkazar – pół-fortecę, pół-pałac – położony na wzgórzu górującym nad miastem i rzeką Tag. Ostatecznie Moscardo zabarykadował się w twierdzy wraz z 1300 ludźmi, wśród których byli członkowie Gwardii Cywilnej (800), oficerowie (100), falangiści i inni członkowie partii prawicowych (200) oraz kadeci z miejscowej Akademii Piechoty (190). Ponadto w Alkazarze przebywało również 550 kobiet i 50 dzieci, a także pewna ilość cywilnych zakładników, między innymi gubernator z całą rodziną i lewicowi politycy. Pierwszą próbę zdobycia twierdzy przedsięwziął dowódca milicji republikańskiej w Toledo – Candido Cabello. 23 lipca 1936 roku zatelefonował on do płk. Moscardo by zawiadomić go, że jeśli nie podda Alkazaru w ciągu 10 minut, to jego syn Luis, będący w niewoli republikańskiej, zostanie rozstrzelany. Dowódca obrońców odmówił jednak poddania się. Luis Moscardo został rozstrzelany miesiąc później.

## Przebieg bitwy
Przez cały sierpień obie strony, oblegający i oblegani, prowadziły zażarty pojedynek karabinowy. Republikanie mieli jednak przewagą psychologiczną nad przeciwnikiem. Ten bowiem był całkowicie odcięty już nie tylko od zwartego obszaru pozostającego pod kontrolą zwolenników generała Franco, ale i jakichkolwiek informacji na temat wypadków rozgrywających się w innych częściach Hiszpanii. Obrońcy mogli więc obawiać się, że odsiecz nie nadejdzie. 17 sierpnia oblężony garnizon po raz pierwszy – wprawdzie w sposób pośredni – nawiązał kontakt ze światem zewnętrznym. W tym dniu nad twierdzą przeleciał frankistowski samolot i zrzucił ulotki zawierające słowa zachęty do dalszej obrony, podpisane przez przywódców przewrotu, Francisco Bahamonde Franco i Emilio Mola, które brzmiały „Pomoc nadchodzi. Wypatrujcie nas za trzy dni o świcie. Powodzenia!”
9 września przez megafon umieszczony w pobliżu twierdzy oblegający poinformowali obrońców, że major Vincente Rojo, były profesor taktyki w Akademii Piechoty, pragnie odwiedzić Alkazar w celu przekazania propozycji rządu republikańskiego. Ponieważ Rojo był osobiście znany pułkownikowi Moscardo, a także innym oficerom pozostającym w twierdzy, pozwolono mu wejść. Obie strony na czas wizyty przerwały ogień. Rojo, wyrażając stanowisko władz, zaproponował poddanie Alkazaru, w zamian za co gwarantował życie i wolność kobietom i dzieciom pozostającym w twierdzy. Wojskowym groził jednak sąd wojenny (w praktyce oznaczało to rozstrzelanie). Moscardo odmówił, choć przy okazji zapytał majora, czy nie byłoby możliwe wprowadzenie do Alkazaru księdza. Rojo przyrzekł przekazać tę prośbę rządowi i po rozmowie z oficerami, bezskutecznie błagającym go, by pozostał z nimi, opuścił broniony obszar. Tymczasem w twierdzy zapasy żywności dramatycznie się wyczerpywały, co dla każdego obrońcy oznaczało zmniejszenie dziennej racji chleba do 180 gramów.
Republikanie podjęli kolejną próbę złamania oporu frankistów. Po podłożeniu min pod dwie wieże Alkazaru rozpoczęli 18 września atak. Jedna z wież została wysadzona w powietrze, co umożliwiło milicjantom wdarcie się na dziedziniec, gdzie wywiesili czerwoną flagę. Mina podłożona pod wieżą północno-wschodnią nie eksplodowała. 20 września wieczorem, po wcześniejszej, nieudanej próbie podpalenia Alkazaru do Toledo przybył Francisco Largo Caballero, domagając się zdobycia twierdzy w ciągu 24 godzin. Dzień później decyzje co do losów obrońców zapadły po stronie rebeliantów. Generał Franco zdecydował się na odsiecz, nie mając zresztą poparcia wszystkich swoich współpracowników. 23 września wojska pod dowództwem generała Iglesiasa Vareli (poszczególnymi kolumnami dowodzili pułkownicy: Cabanillas i Barron y Ortiz) od północy ruszyły z pomocą obrońcom twierdzy. Ci drudzy byli zresztą znowu w poważnych opałach, gdyż oblegający podłożyli raz jeszcze minę pod ocalałą wieżę. Zrobili to na tyle skutecznie, że 25 września runęła do Tagu. Twierdzy jednak nie zdobyto. Dzień później Varela przeciął drogę łączącą Toledo z Madrytem. Od tego momentu jedynym kierunkiem ucieczki dla poważnie już zagrożonych republikanów było południe.
27 września w godzinach rannych obrońcy Alkazaru po raz pierwszy około godziny 6 rano ujrzeli sojusznicze wojska gromadzące się na północnych wzniesieniach. Republikanie nie mogąc zdobyć zamku, gdy dostrzegli setki flag nacjonalistów na pobliskich wzgórzach, podjęli decyzje o wycofaniu i odstąpieniu od miasta. Dowodzący odsieczą generał Varela wkroczył do miasta 28 września. Jego spotkanie z bohaterem Alkazaru, pułkownikiem Moscardo, przebiegło w nietypowy sposób. Otóż pułkownik stwierdził wobec generała, że nie ma mu nic szczególnego do zakomunikowania, używając przy tym zwrotu „sin novedad” (nic nowego), który służył 17-18 lipca 1936 roku jako hasło do wybuchu powstania.